# Navet
Brassica rapa subsp. rapa
Pour les articles homonymes, voir Navet (homonymie).
Sous-espèce
Classification phylogénétique
Le navet, Brassica rapa L. subsp. rapa (du latin napus : chou-navet, rapum : rave, bulbe de racine ; du grec ράπυς / rápus, « rave, navet »), est une sous-espèce de plante herbacée de la famille des Brassicacées, cultivée comme plante potagère ou fourragère pour sa racine charnue allongée ou arrondie, consommée comme légume. Le terme désigne aussi ce légume. Il a probablement été domestiqué indépendamment en Chine et en Europe de l'Est.
Noms communs : navet, naveau, rave, rabioule ou rabiole (vieilli), turnep (vieilli, de l'anglais turnip et appliqué surtout au fourrage,)

## Description

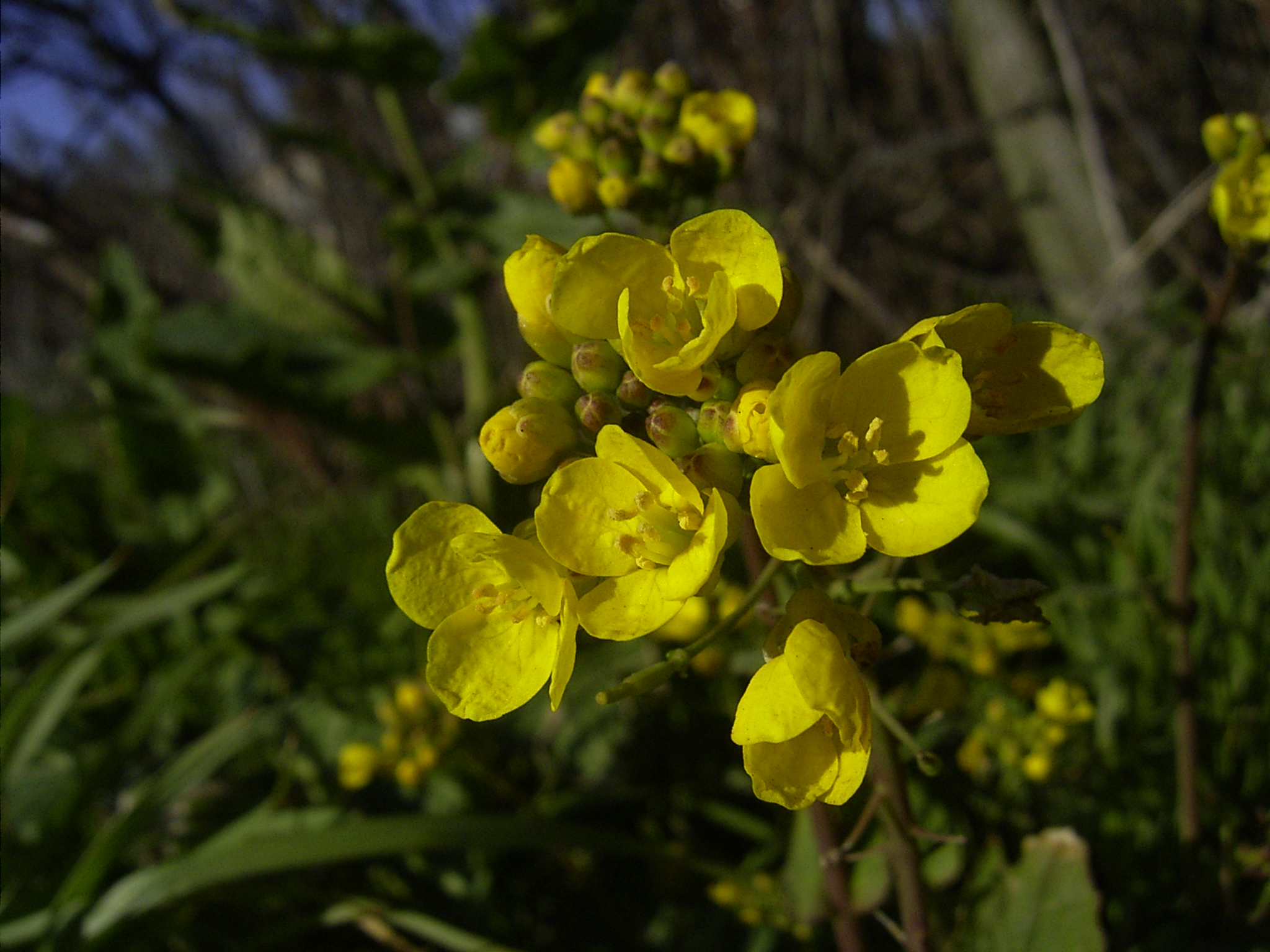
Fleurs.

Le navet est une plante herbacée bisannuelle cultivée comme légume-racine l'année du semis, pour son hypocotyle tubérisé.
La racine est renflée et charnue, très variable dans sa forme : cylindrique, conique, sphérique, piriforme, allongée ou aplatie, et dans sa couleur : jaune pâle, blanche, grise ou noire, bicolore rose-blanc… Elle est quelquefois plus ou moins sucrée, d'autres fois piquante et un peu âcre.
La deuxième année la plante émet une tige florale lisse ramifiée de 80 cm de haut environ.
Les feuilles sont entières, oblongues, d'un vert franc et plus ou moins rudes au toucher. Les fleurs en croix sont jaunes. Les fruits sont des siliques longues et minces, cylindriques, acuminées, contenant chacune de 15 à 25 petites graines sphériques rougeâtres, quelquefois presque noires.

## Principales variétés cultivées
Plus de 150 variétés sont inscrites au catalogue européen des espèces et variétés et plus de 25 au catalogue officiel français. Parmi celles-ci :

### Variétés non hybrides
- Blanc globe à collet violet
- Jaune boule d'or
- Demi-long de Croissy
- De Milan à forcer à collet rose
- De Montesson
- De Nancy à feuille entière
- Des vertus marteau
- Long du Palatinat
- Rave d'Auvergne hâtive
- Rave du Limousin

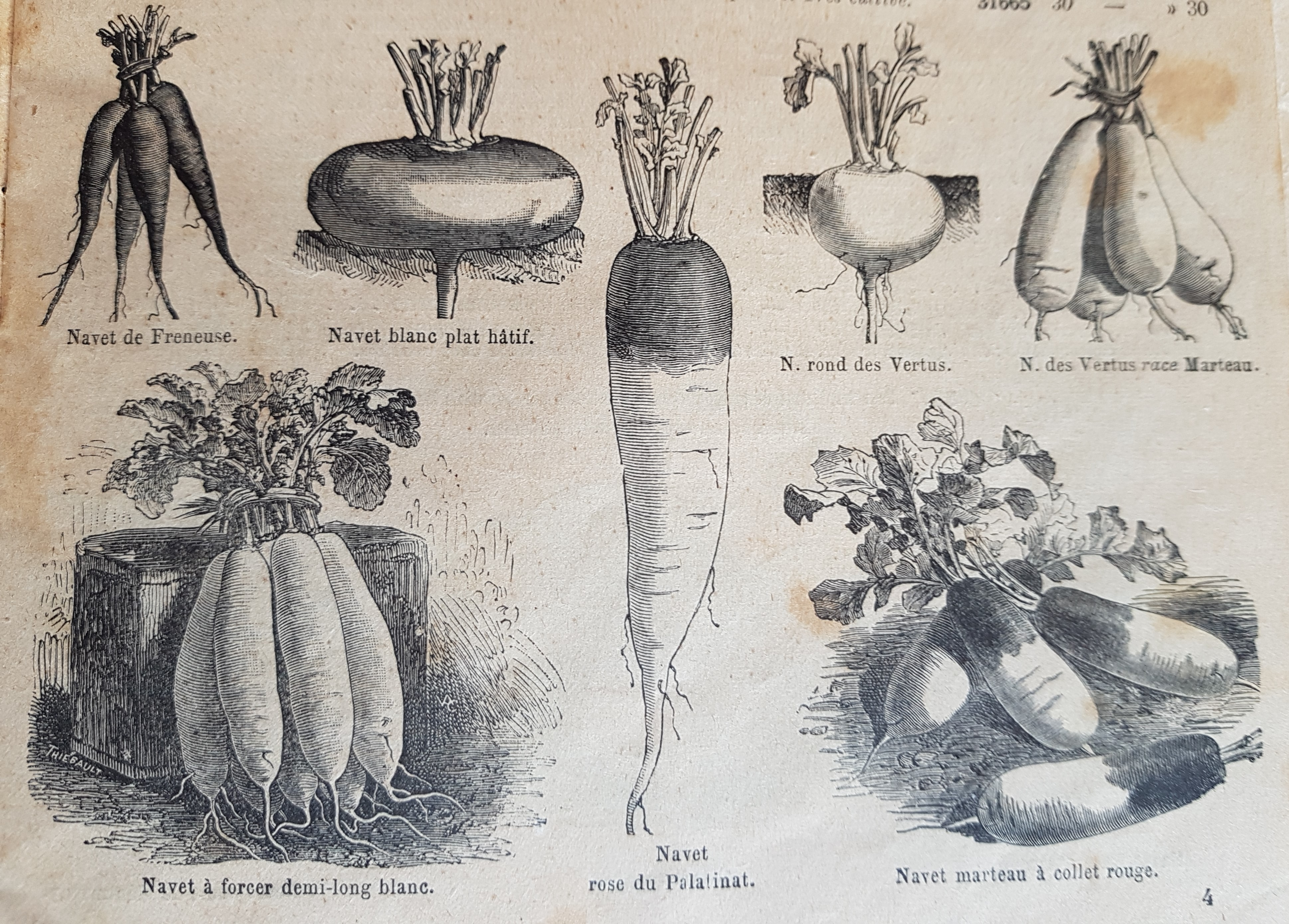
Anciennes variétés (catalogue Vilmorin-Andrieux printemps 1900).

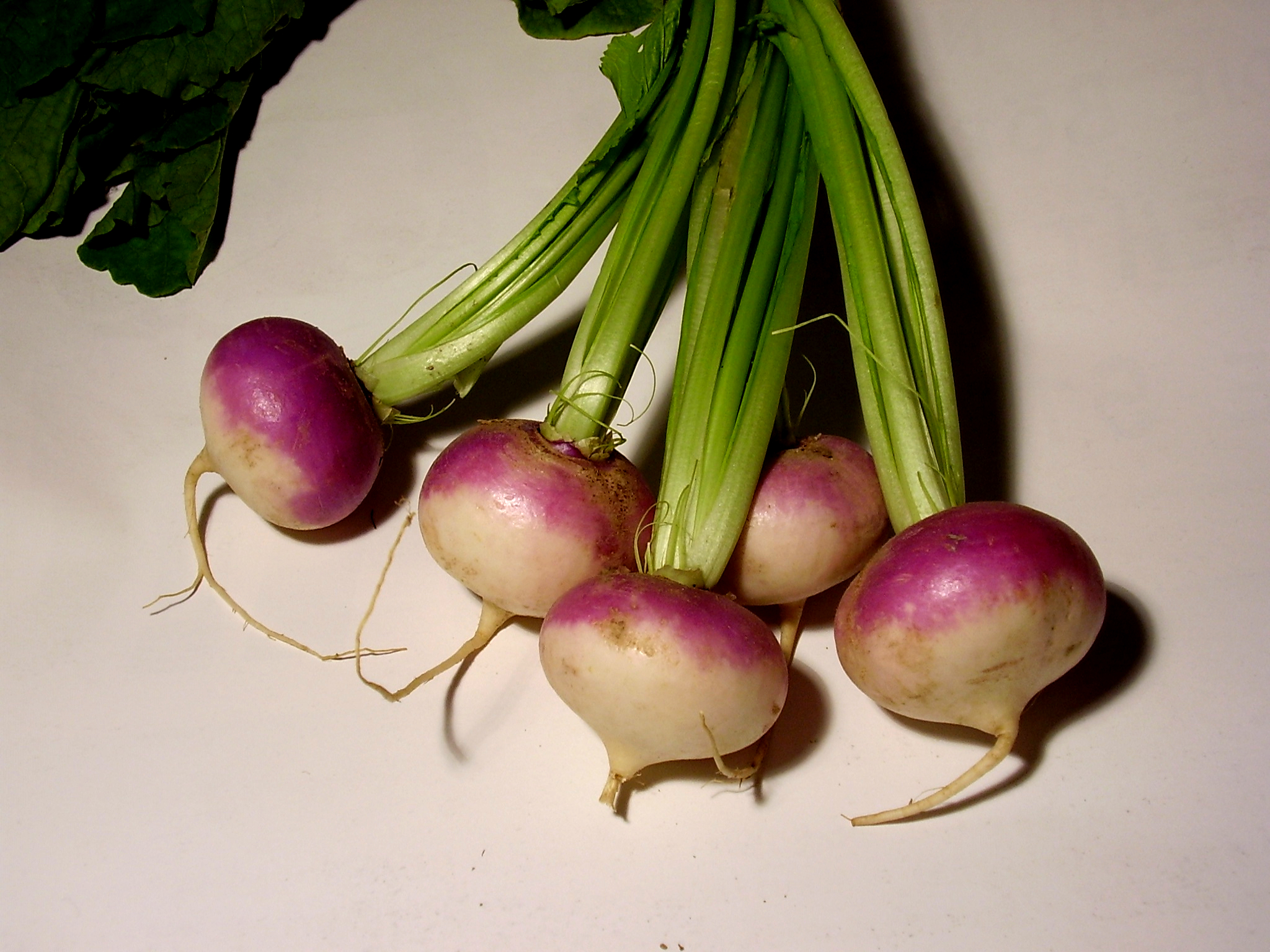
Petits navets.

- Rouge plat hâtif à feuilles entières, etc.

Variétés à usage familial[incompréhensible]
- Globe Saint Benoît
- Long d'Alsace
- Navet turnep
- Zefa type rouge, etc.

### Variétés hybrides
- Alderton
- Clovis
- Déclic
- Sweetbell, etc.

De nouvelles variétés résistantes ont été créées contre des maladies telles que : Mycosphaerella, Fusarium, Xanthomonas.

## Utilisation

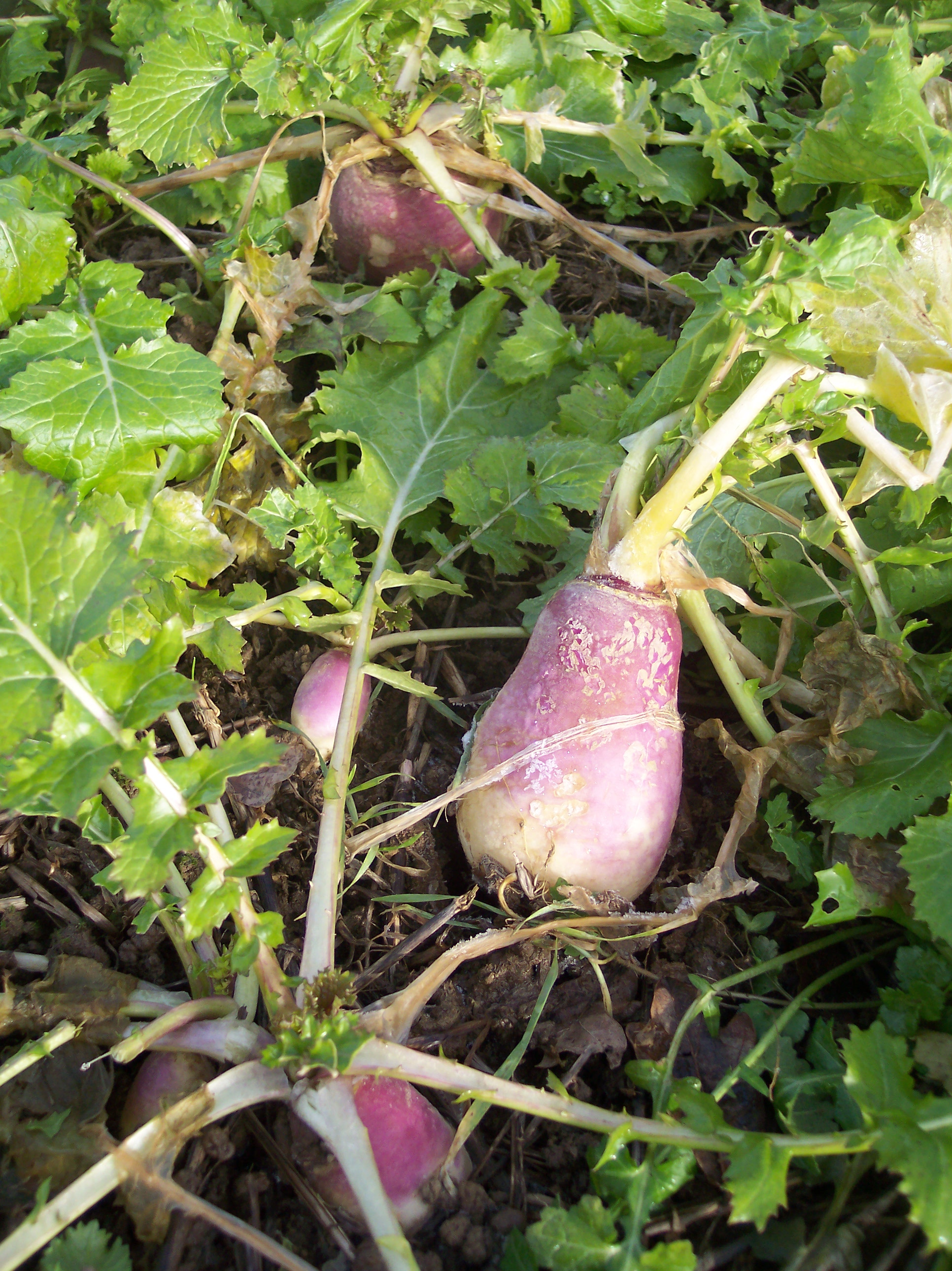
Navets dans un potager.

Les racines constituent un légume qui se mange cuit, sauté, gratiné, en purée, en jardinière, en accompagnement de plats de viande, ou pour parfumer des potages, les pot-au-feu. On peut apprécier sa saveur subtile et non piquante en le mangeant cru, comme son proche parent le radis. En France c'est un ingrédient important du canard aux navets ou du navarin d'agneau. Aujourd'hui, en Écosse, le haggis est mangé avec navets et pommes de terre (en anglais écossais : neeps and tatties).
C'est un légume riche en potassium, en oligoéléments et en vitamine C, mais pauvre en calories. Il occupa longtemps une très grande place dans l'alimentation en Europe en raison de sa tolérance aux sols peu fertiles, mais qui fut quelque peu détrôné par la pomme de terre. Il est de ce fait souvent décrié pour sa prétendue fadeur, alors que paradoxalement son goût est assez caractéristique, surtout quand il n'est pas trop jeune.
Les navets sont aussi utilisés en alimentation animale, comme plante fourragère. Les navets fourragers sont une des composantes de la rotation de Norfolk. Leurs rangs écartés permettent un contrôle des adventices par désherbage mécanique (sarclage).

## Littérature et culture populaire

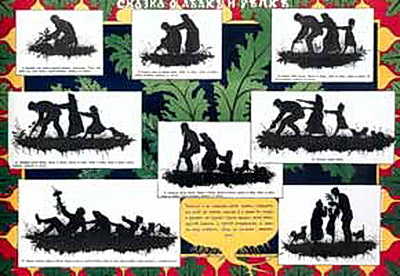
Le navet géant.

- Le nom du navet fut attribué au 23e jour du mois de vendémiaire du calendrier républicain ou révolutionnaire français[6], généralement chaque 14 octobre du grégorien.
- « Le navet géant (en) » (Repka en russe, Ripka en ukrainien) est le titre d'un conte traditionnel slave oriental, de type randonnée[7].
- dans Cyrano de Bergerac dans "la tirade des nez" :"Campagnard : Hé, ardé ! C’est-y un nez ? Nanain ! C’est queuqu’navet géant ou ben queuqu’melon nain !
- Dans la série de jeux vidéo Animal Crossing, le joueur peut acheter et revendre des navets à la manière d'actions en bourse.
- Un navet désigne un film de cinéma considéré de très mauvaise qualité, mais aussi (vieilli) un mauvais tableau[8].
- Navet, sang de navet, jus de navet sont des qualificatifs péjoratifs dans la langue populaire[8].
- Le navet (long) apparaît parfois dans les haïkus japonais, comme dans cet exemple d'Issa[réf. souhaitée] :

L'arracheur de navets
Montre le chemin
Avec un navet
Le haïku d'Issa en japonais comporte le mot daikon (大根) qui désigne un radis (Raphanus sativus var. longipitannus généralement appelé radis blanc) et non un navet (蕪, prononcé kabu en japonais) même si, par erreur, le daikon était souvent appelé « navet long » en français, usage en cours de disparition.